# Escola de arte
Na educação, a escola de arte é uma instituição de ensino de arte como linguagem expressiva e forma de conhecimento aos alunos através da disciplina educativa arte-educação.
As "belas-artes" no sentido amplo refere-se ao conjunto formado pelos seguintes ramos: arquitetura, pintura, escultura, música, dança, teatro e literatura.